# Elektroneutralitätsprinzip
Das Elektroneutralitätsprinzip ist eine Regel, die die Verteilung von elektrischen Ladungen in einem Molekül, Komplex oder Ion beschreibt.
Nach dem Elektroneutralitätsprinzip verteilt sich die elektrische Ladung in einer chemischen Verbindung in einer Weise, dass die effektive Ladung jedes Atoms möglichst klein bleibt. Das Elektroneutralitätsprinzip erlaubt qualitative Vorhersagen über die Stabilität von Komplexen. In stabilen Komplexen hat demnach jedes Atom eine elektrische Ladung im Bereich zwischen +1 und −1.